# 史密斯威森M59半自動手槍
史密斯威森M59（英語：Smith & Wesson Model 59）是一款由美国槍械公司史密斯&威森所研製與生產以後於1971年推出的雙／單動操作式半自動手槍；它的設計開發基於先前的史密斯威森M39手槍（S&W M39），並且採用了更寬闊的槍身和直形握把背護片以改進為可對應容量達到14發的雙排彈匣的手槍；而且與S&W M39一樣，發射9×19毫米口徑手枪子彈。

## 歷史和用戶
史密斯威森M59最初就為美國海軍設計，用作Mk 22 Mod 0「靜寂的小狗」（Hush Puppy）消聲手槍的原型史密斯威森M39的加大容量版本。1965年，美國海軍委託了史密斯威森，研製史密斯威森M39的可使用白朗寧大威力半自動手槍的13發可拆卸式雙排彈匣版本。1970年初，史密斯威森生產了十多把實驗型全不鏽鋼大容量原型槍，並且提供給海軍海豹部隊隊員進行現場實戰評估。但結果該槍並無獲得採用。
1971年，史密斯威森M59在民用槍械市場上市。直到十年以後的1980年代，隨著史密斯威森推出其改進過的第二代半自動手槍系列（如以下的史密斯威森M459）而停產。

## 設計
史密斯威森M59採用9×19毫米口徑，具有加大寬度的陽極氧化鋁合金製底把（可容納雙排彈匣）、直形握把背護片、彈匣斷路裝置（除非彈匣到位，否則手槍無法開起火）以及裝有手動保險的烤藍碳鋼套筒。三片式握把是由兩片尼龙製塑料板所製成，並且與金属背護片連接。它採用了與M1911A1類似的、位於扳機護環後部的彈匣釋放按鈕。

## 彈匣
史密斯威森M59的可拆卸式彈匣採用了與白朗寧大威力半自動手槍的彈匣類似設計。最初推出時的彈匣容彈量為14發，後來進一步推出的衍生型將容量增加為15發。史密斯威森亦生產了其延長型20發版本雙排彈匣。其他生產商中亦有許多槍械採用了M59所用的彈匣，包括馬林營用卡賓槍，大宇K5半自動手槍以及Kel-Tec P-11、SUB-9和SUB-2000。

## M459
史密斯威森M459是史密斯威森M59的更新型版本，並且採用了可調節式瞄準具和方格紋式尼龙製握把背護片。該型號在1988年停產。當中有803把根據联邦调查局規格生產，採用拉絲表面處理並且裝有特殊握把。

## 流行文化

### 电影
- 1992年—：由內部事務主任（米徹·佩勒吉飾演）所使用。
- 1996年—《驚世狂花》：由凱撒（Caesar，喬·潘托里亞諾飾演）所使用。

### 动画
- 2009年—《幻靈鎮魂曲》：由卡兒·迪本斯／Drei所使用，雙持。